# 武山政直
武山 政直（たけやま まさなお、1965年 - ）は、日本の経済学者。慶應義塾大学経済学部教授。専門は経済地理、空間行動分析、都市情報化。ARG（代替現実ゲーム）の先駆者。経済地理をベースに、都市を「文化的経験価値の生産と消費の場」と位置づけて、都市の情報化や空間行動分析を行い、人々のライフスタイルおよび消費行動と結びつける研究を行っている。

## 略歴
- 1965年 愛知県名古屋市生まれ[1]
- 1988年 慶應義塾大学経済学部卒業
- 1993年 カリフォルニア大学サンタバーバラ校大学院地理学研究科 博士課程修了
- 1994年 慶應義塾大学大学院経済学研究科 博士課程退学
- 1994年 慶應義塾大学環境情報学部助手就任
- 1999年 武蔵工業大学環境情報学部助教授就任
- 2003年 慶應義塾大学経済学部助教授就任
- 2008年 慶應義塾大学経済学部教授就任
- 2014年 内閣府政策コメンテーター委員会委員就任[2]

## RYOMA the Secret Story
『RYOMA the Secret Story』は、2009年4月から実施された、非個人により日本国内で制作・実施された最初の欧米スタイルの典型的なARGである個人制作では2005年の『AI/HA』が、海外制作・国内実施では2008年のThe Lost Ringが、カード販売型ARGでは2008年の『名探偵コナン カード探偵団』がある。慶應義塾大学経済学部 武山政直研究室、アサツー ディ・ケイ、メディアファクトリー、大日本印刷株式会社、オフィス新大陸、アルフレッドコア、エリアワークス株式会社が産学連携で設立した「ユビキタスエンターテインメント手法による事業創造コンソーシアム」による、ARGの有効性を検証することを目的とした、共同ビジネストライアルであった。
女子大生が誘拐された瞬間の防犯カメラの映像を模した動画がYouTubeに掲載されたところからゲームは始まり、最終的には坂本竜馬の暗殺の秘密に迫るというストーリーであり、歴史を題材に、特に若年層の興味の喚起や史跡保存の問題提起もテーマの一環としていた。
誘拐事件を解決するまでのPhase1、坂本竜馬の暗殺の謎に迫るPhase2、小説が刊行されて全ての謎が明らかになるPhase3、という3段階の構成を予定していたが、Phase2までしか実施されていない。
Phase1は、誘拐事件をたまたま知ったというフリージャーナリストのブログを中心に展開し、Phase2 は幕末に関する市民セミナーのサイトを中心に展開した。欧米の典型的なARGと同様に、活発なプレイヤーコミュニティが形成され、参加者が積極的にゲーム情報のまとめが行う現象もみられた。

## 著書
- 『サービスデザインの教科書』（NTT出版、2017年）

### 監修
- 『行動を変えるデザイン ―心理学と行動経済学をプロダクトデザインに活用する』Stephen Wendel著、相島雅樹、反中望、松村草也訳（オライリー・ジャパン、2020年）
- 『THIS IS SERVICE DESIGN THINKING.: Basics - Tools - Casesー領域横断的アプローチによるビジネスモデルの設計』マーク・スティックドーン、ヤコブ・シュナイダー著、郷司陽子訳、長谷川敦士、渡邉康太郎共同監修（ビー・エヌ・エヌ新社、2017年）

### 翻訳
- 『サービス・スタートアップ──イノベーションを加速するサービスデザインのアプローチ』（早川書房、2015年）